# Plectranthias nanus
Plectranthias nanus, thường được gọi cá mú dải nâu, là một loài cá biển thuộc chi Plectranthias trong họ Cá mú. Loài này được mô tả lần đầu tiên vào năm 1980. Trong tiếng Latinh lẫn tiếng Hy Lạp, nanus có nghĩa là "thấp, lùn", ám chỉ kích thước bé nhỏ của loài này.

## Phân bố và môi trường sống
P. nanus có phạm vi phân bố rộng rãi ở vùng biển Tây Ấn Độ Dương. Chúng được tìm thấy ở các quần đảo thuộc 2 tiểu vùng Melanesia và Polynesia; cũng được ghi nhận ở Nam Nhật Bản. Ở Ấn Độ Dương, được tìm thấy rải rác ở phía bắc Biển Đỏ; ngoài khơi quần đảo Cocos (Keeling) và đảo Giáng Sinh. P. nanus sống đơn độc xung quanh các rạn san hô trong các đầm phá và ngoài khơi ở độ sâu được ghi nhận trong khoảng 6 – 65 m.

## Mô tả
Những mẫu vật dùng để mô tả P. nanus có chiều dài cơ thể với kích thước do được trong khoảng 3 – 4 cm. Mẫu vật đã dược bảo quản trong rượu có màu trắng nhạt với các đốm lớn màu nâu ở đầu và thân; có 2 đốm đen tròn, kích thước nhỏ hơn một chút so với đồng tử, nằm trên cuống đuôi; một đốm đen bên dưới, kề sát với một vài tia vây lưng cuối cùng; một đốm đen khác ít nổi bật hơn ở phía trên gốc vây hậu môn.
Số gai ở vây lưng: 10; Số tia vây mềm ở vây lưng: 15; Số gai ở vây hậu môn: 3; Số tia vây mềm ở vây hậu môn: 7; Số gai ở vây bụng: 1; Số tia vây mềm ở vây bụng: 5; Số tia vây mềm ở vây ngực: 13; Số tia vây mềm ở vây đuôi: 14.